# Unió Democràtica Federal de Suïssa
La Unió Democràtica Federal de Suïssa (alemany Eidgenössisch-Demokratische Union, EDU, francès Union Démocratique Fédérale, italià Unione Democratica Federale, romanx Uniun Democrata Federala) és un partit polític suís fundat el 1975 com a escissió de la Nationale Aktion i que no va obtenir representació al Consell Nacional de Suïssa fins a les eleccions federals suïsses de 1991.
És un partit que és socialment conservador i escèptic vers la Unió Europea. El partit s'oposa a la igualtat de drets per a les parelles homosexuals, i dona suport a la família tradicional. A més, s'oposa a l'avortament, l'eutanàsia, i les polítiques liberalitzadores de l'heroïna. El maig de 2007, el partit es va convertir en un membre de la Moviment Polític Cristià Europeu (MPCE). A les eleccions federals suïsses de 2007 només va obtenir un escó.

## Resultats electorals

### Consell Nacional
| Any  | Vots   | %    | Escons  | +/- |
| ---- | ------ | ---- | ------- | --- |
| 1975 | 6,717  | 0.3% | 0 / 200 | Nou |
| 1979 | 4,626  | 0.3% | 0 / 200 | =   |
| 1983 | 7,590  | 0.4% | 0 / 200 | =   |
| 1987 | 17,830 | 0.9% | 0 / 200 | =   |
| 1991 | 20,395 | 1.0% | 1 / 200 | 1   |
| 1995 | 24,795 | 1.3% | 1 / 200 | =   |
| 1999 | 24,355 | 1.2% | 1 / 200 | =   |
| 2003 | 26,590 | 1.3% | 2 / 200 | 1   |
| 2007 | 29,914 | 1.3% | 1 / 200 | 1   |
| 2011 | 31,056 | 1.3% | 0 / 200 | 1   |
| 2015 | 29,701 | 1.2% | 0 / 200 | =   |
| 2019 | 24,145 | 1.0% | 1 / 200 | 1   |
| 2023 | 31,513 | 1.2% | 2 / 200 | 1   |